# Fabio Ghedini
Fabio Ghedini (1947) es un empresario italiano.
Ghedini es fundador y presidente de la empresa “Ghedini ing. Fabio & C.” Es un empresario de la industria mecánica italiana, vive y trabaja en la ciudad de Ferrara.

## Historia
Graduado en 1972 en Ingeniería Aeroespacial en el Politécnico de Milano 
De 1974 al 1977 trabajó en la ciudad de Roma en Selenia, empresa italiana de alta tecnología que operava en diversos sectores como la defensa militar, las telecomunicaciones y desarrollo tecnológicos para el sector civil. 
Inicialmente el desempeño laboral de Ghedini, fue en el sector militar de esta empresa, donde se dedicó al estudio de los sistemas de control de los misiles antiaéreos. Posteriormente, pasó al sector civil dedicándose al área de los dispositivos de control para máquina hidráulica
Gracias a estas experiencias, en 1990, fundó la empresa “Ghedini ing. Fabio & C.” que actualmente desarrolla y produce aditamentos para maquinaria de movimiento de tierras para la agricultura y la industria de la construcción,  teniendo siempre en mente la funcionalidad y versatilidad de estos.
En esta empresa, Ghedini ha desarrollado una variedad de aditamentos que pueden ser utilizados en diversos tipos de maquinaria de movimiento de tierras (pala excavadora y cargadoras, de las más diversas marcas, ie: Caterpillar, Bobcat, Hitachi Kubota Komatsu,  New Holland
Adicionalmente, Ghedini ha desarrollado aditamentos a la medida, de acuerdo al caudal hidráulico de cada máquina, el último desarrollo realizado por Ghedini es una desbrozadora para la pala cargadora (skid loader)  de la Bobcat, que cuenta con la posibilidad de soportar una fuerte contrapresión en las líneas de retorno.  
Ghedini ha participado activamente en el área social, fungiendo como Presidente del Movimiento Padres Separados  de Italia en el año 1990.